# Zielów
Zielów – wieś na Ukrainie w rejonie jaworowskim należącym do obwodu lwowskiego.
W II Rzeczypospolitej wieś w powiecie gródeckim województwa lwowskiego.
W marcu 1944 nacjonaliści ukraińscy z OUN-UPA zamordowali tutaj 15 Polaków.
W Zielowie w 1851 urodził się Franciszek Terlikowski (nauczyciel, filolog klasyczny).